# Barren Island (Falklandinseln)
Barren Island (span.: Isla Pelada) ist eine der Falklandinseln. Die Insel liegt südwestlich von Ostfalkland und südöstlich von George Island. Sie wird von George Island aus teilweise als Weide für Schafe genutzt.
Die Insel ist für ihre Vogelkolonien bekannt, darunter die der Dominikanermöwe, des Riesensturmvogels, der Magellangans und des Eselspinguins. Sie wird deshalb von Zeit zu Zeit von Kreuzfahrtschiffen angesteuert. Gemeinsam mit den anderen Inseln der Speedwell-Gruppe wird sie von BirdLife International als Important Bird Area (FK16) ausgewiesen.